# Tykvice stříkavá
Tykvice stříkavá (Ecballium elaterium) je vytrvalá, plazivá, chlupatá bylina podobná okurce která při zralosti z plodu vystřikuje slizem obalená semena. Je jediný druh rodu tykvice.
Její plody mají silně hořkou chuť.

## Výskyt
Původní areál je v jižní Evropě od Španělska přes Itálii, Balkán až po Ukrajinu a dále východním směrem přes Blízký východ až po Kavkaz; včetně severovýchodu Afriky. Odtud se druh ojediněle rozšířil severním směrem v Evropě i v Asii kde byl původně vysazován jako ozdobná rostlina k pokrytí plotů a postupně zplaněl.
Roste obvykle na nepříliš kvalitní, písčité nebo kamenité půdě, např. na rumištích, skládkách a na lidskou činnosti přetvořených a opuštěných místech včetně zasolených mořských pobřežích. V ČR byl tento neofyt prvně zaznamenán v roce 1880.

## Taxonomie
Druh je někdy dělen do dvou poddruhů:
- tykvice stříkavá pravá – Ecballium elaterium (L.) A. Rich. subsp. elaterium
- tykvice stříkavá dvoudomá – Ecballium elaterium (L.) A. Rich. subsp. dioicum (Batt.) Costich.

Nominátní poddruh je jednodomý a zabírá převážnou část areálu, kdežto druhý je dvoudomý a roste v jižní části Pyrenejského poloostrova a v severovýchodní Africe. Poddruhy se spolu snadno kříží.

## Popis
Vytrvalá, v ČR obvykle jednodomá, poléhavá, celá silně chlupatá rostlina, bez úponku, s dužnatými, plazivými, bohatě větvenými drsnými lodyhami 20 až 100 cm dlouhými, které vyrůstají z hlízovitých kořenů. Lodyha je porostlá střídavými řapíkatými listy (u spodních listů je řapík delší než u horních) dlouhými 4 až 10 cm. List mívá trojúhelníkovitou nebo široce vejčitou, zvlněnou šedozelenou čepel, celokrajnou nebo s okrajem nepravidelně laločnatým a vroubkovaným.
Pětičetné květy jsou pravidelné, žluté až sytě žluté; později blednou. Samčí květy jsou velké až 2 cm, vyrůstají v chudých hroznech z paždí listu, jejich kalich s krátkou trubkou je zvonkovitý a koruna široce nálevkovitá; mají pět tyčinek (dvě a dvě jsou srostlé a jedna je volná, takže vypadají jako tři volné). Samičí květ roste z paždí jednotlivě. Má kalich, korunu i tyčinky podobně jako samčí květ a navíc chlupatý, podlouhlý třiplodolistový spodní semeník s mnoha vajíčky a tři krátké čnělky s dvoulaločnými bliznami. Kvete poměrně dlouho, od května do října. Ploidie je 2n = 18.

## Rozmnožování
Po opylení hmyzem se ze semeníku vyvine zelená, štětinatě chlupatá vejčitá bobule 4 až 5 cm dlouhá a široká 2,5 cm. Po uzrání získá bobule žluto-hnědou barvu a opadne. Nato z otvoru po stopce tlakem nashromážděné tekutiny prudce vystřikuje 30 až 80 slizem obalených tmavých semen asi 4 mm velkých do vzdálenosti několika metrů. Tekutý obsah bobule dráždí pokožku a hlavně oči.

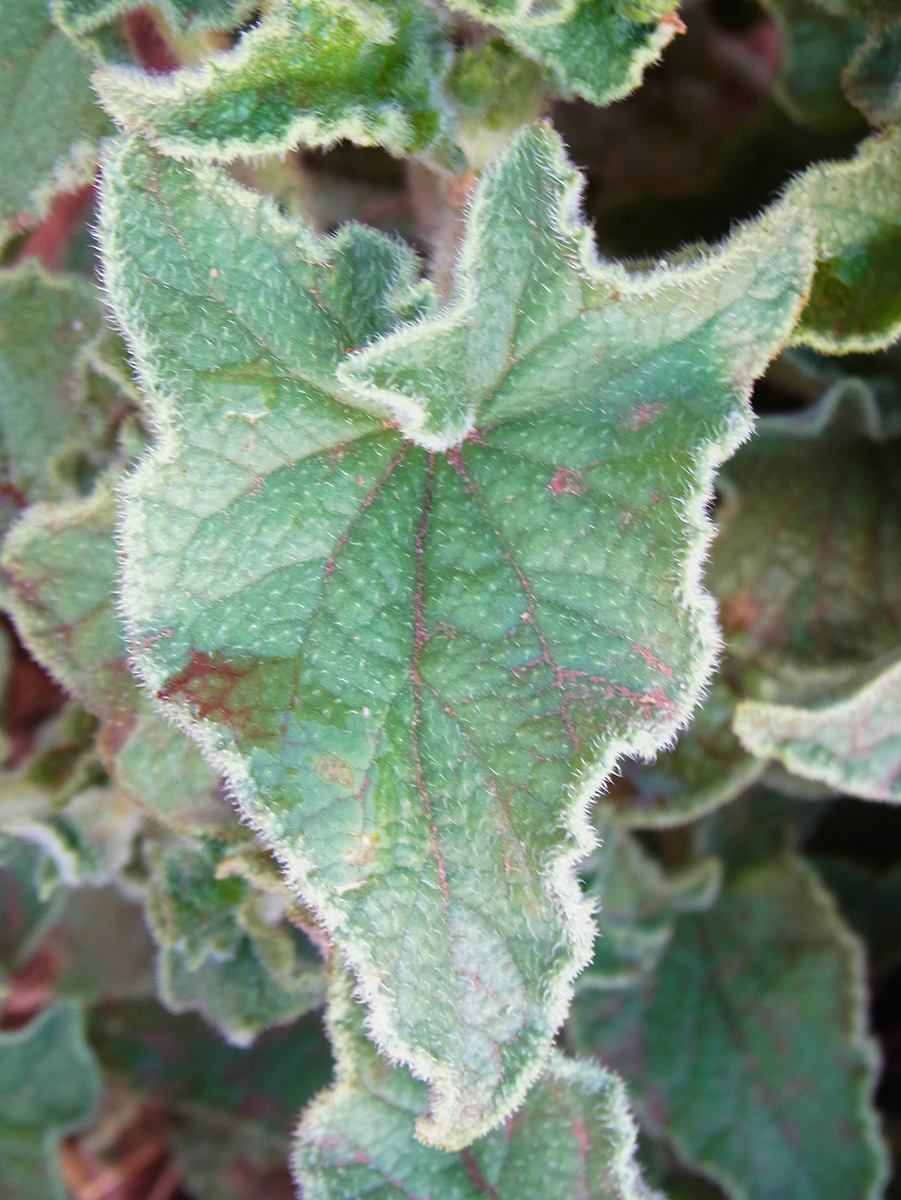
List
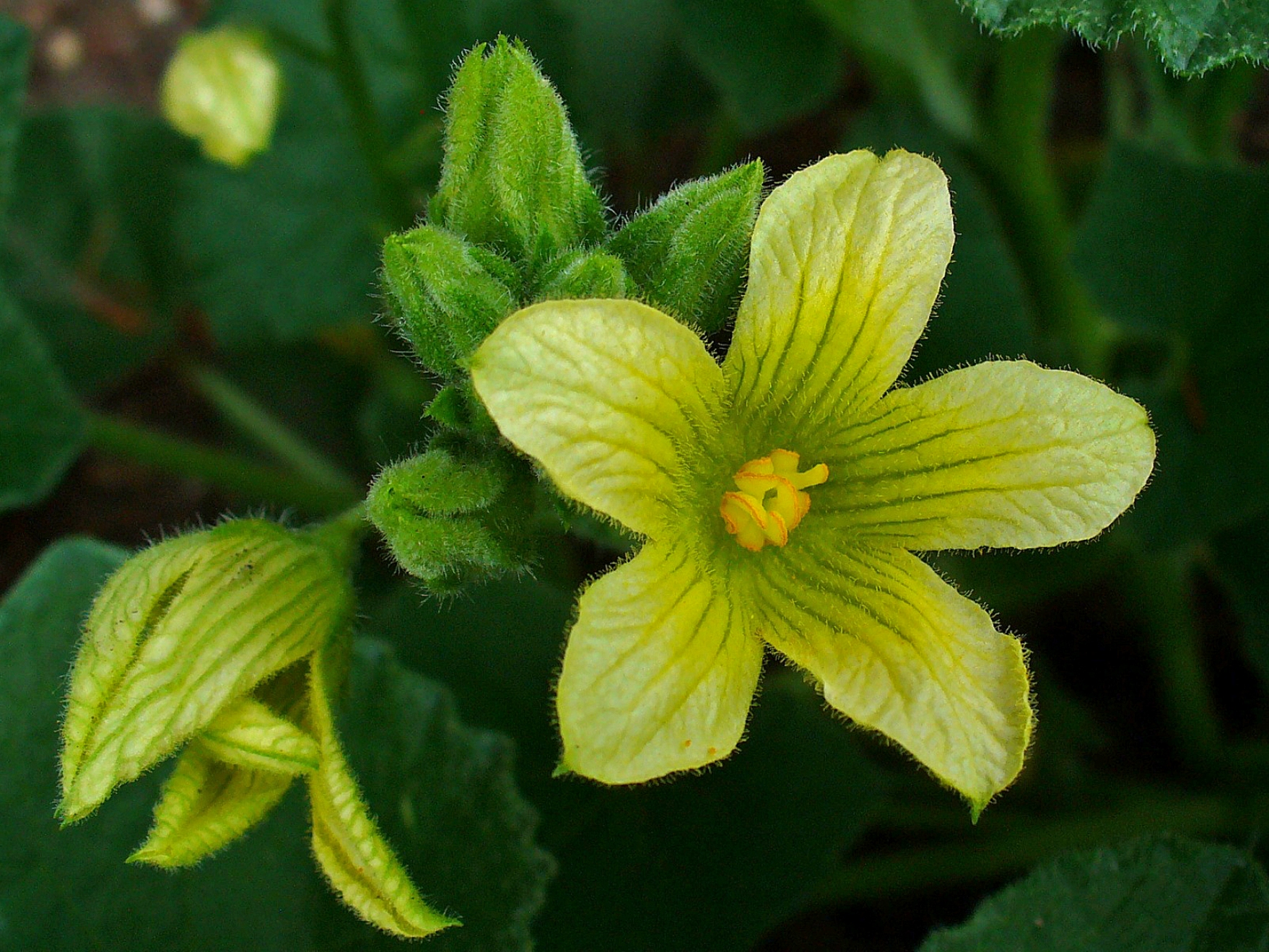
Květ
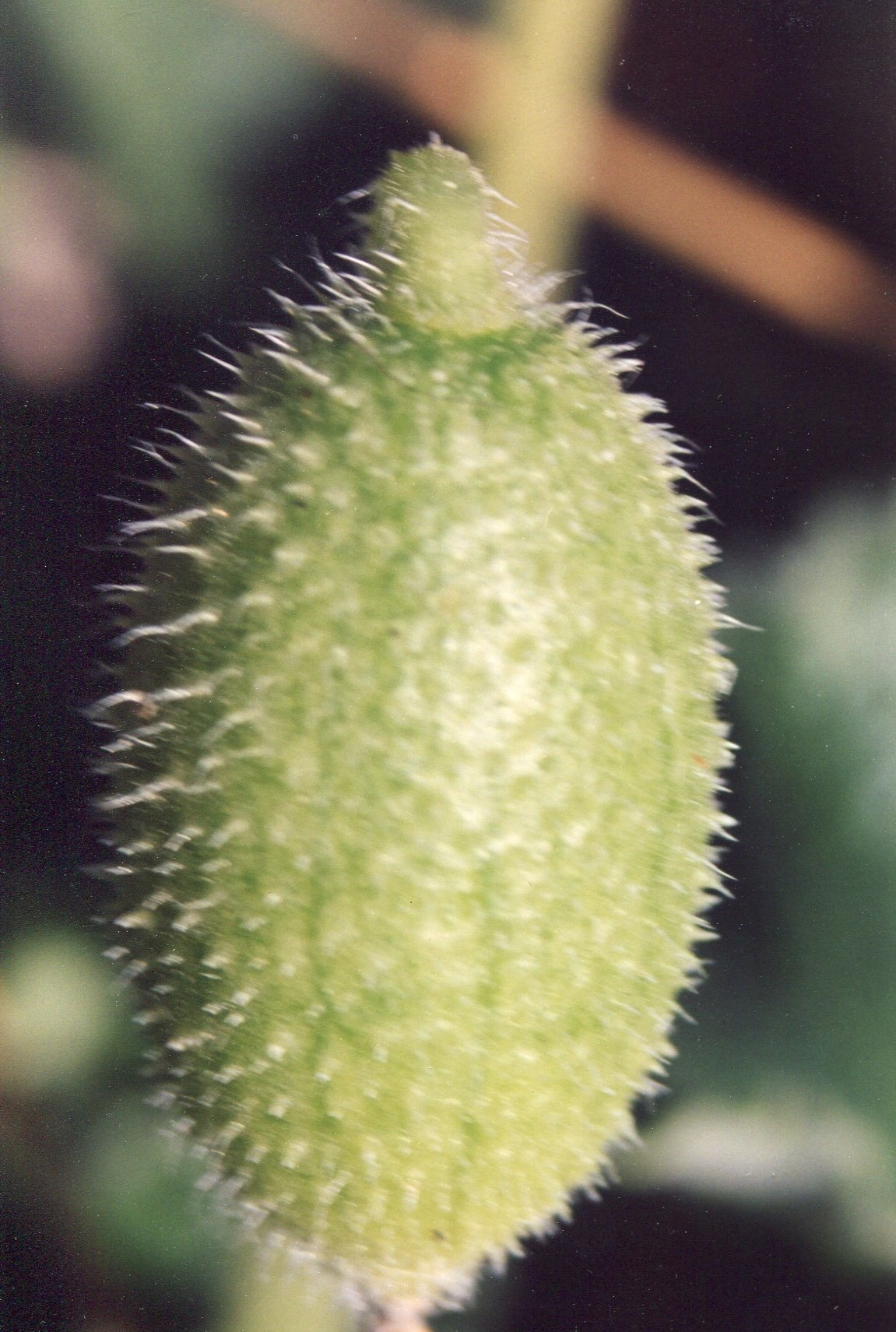
Plod